# Memphis Belle (film)

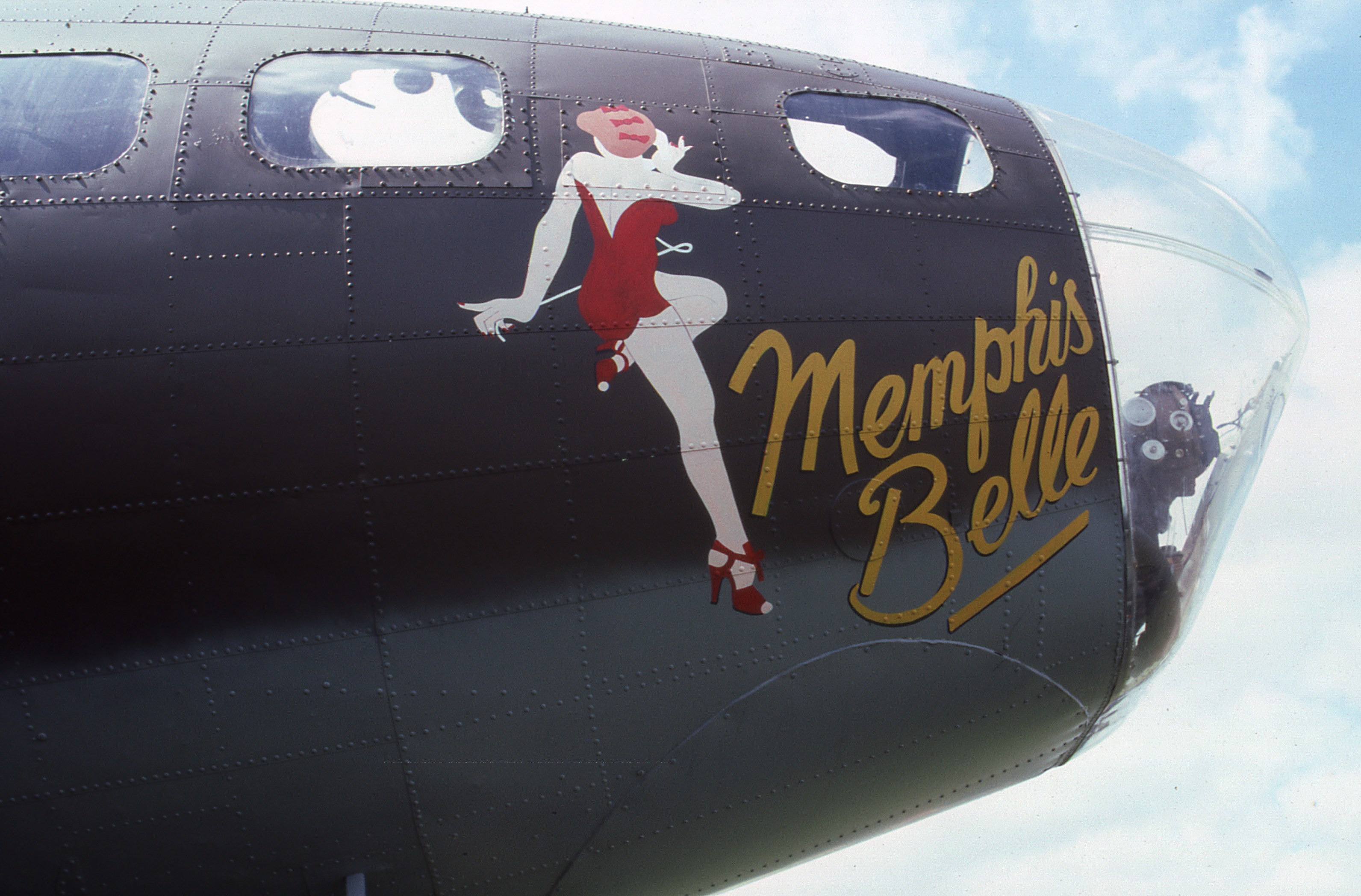
Stiliserad Hollywoodversion av den "nose art" som var målad på den riktiga Memphis Belle. En ombyggd och nymålad B-17G (Sally B) föreställde Memphis Belle i filmen. Notera den cirkulära plattan där haktornet var monterat.

Memphis Belle är en brittisk-amerikansk film från 1990 i dramagenren. Den är baserad på dokumentärfilmen The Memphis Belle: A Story of a Flying Fortress.
Filmen hade brittisk premiär den 4 september 1990 och amerikansk premiär den 12 oktober 1990.

## Handling
Handlar om besättningen på bombplanet Memphis Belle (B-17) inför och under dess 25:e och sista uppdrag under andra världskriget.

## Roller
- Matthew Modine - Capt. Dennis Dearborn (befälhavare)
- Eric Stoltz - T. Sgt. Danny "Danny Boy" Daly (radiotelegrafist)
- Tate Donovan - 1st Lt. Luke Sinclair (andrepilot)
- D.B. Sweeney - Lt. Phil Lowenthal (navigatör)
- Billy Zane - Lt. Valentine "Val" Kozlowski (bombfällare)
- Sean Astin - Sgt. Richard "Rascal" Moore (bukskytt)
- Harry Connick Jr. - Sgt. Clay Busby (akterskytt)
- Reed Diamond - T. Sgt. Virgil Hoogesteger (färdmekaniker)
- Cortney Gains - Sgt. Eugene McVey (höger sidoskytt)
- Neil Giuntoli - Sgt. Jack Bocci (vänster sidoskytt)
- John Lithgow - Lt.Col. Bruce Derringer (PR-officer)
- David Strathairn - Col. Craig Harriman (Flygflottiljchef)